# Giuseppe De Giorgi
Giuseppe De Giorgi (Napoli, 21 giugno 1953) è un ammiraglio italiano, capo di stato maggiore della Marina Militare dal 2013 al 2016.

## Biografia
È figlio dell'ammiraglio Gino de Giorgi, capo di stato maggiore della Marina militare italiana dal 1973 al 1977.
Nominato guardiamarina al termine dell'Accademia navale nel 1975, ha frequentato le Scuole di volo della Marina statunitense presso le basi di Pensacola (Florida) e Corpus Christi (Texas), dove ha conseguito il brevetto di pilota elicotterista nel 1976.
Gli incarichi di maggior rilievo ricoperti sono stati i seguenti:
- Capo delle operazioni aeree del 18º Gruppo navale schierato in Golfo Persico durante il conflitto Iran-Iraq (1987-1988);
- Capo servizio volo di CINCNAV (1989 -1992);
- Capo dell'Ufficio studi e nuovi programmi del Reparto aeromobili dello stato maggiore Marina (1993 – 1997);
- Comandante delle seguenti unità: Nave Bradano (1982 – 1983); Fregata Libeccio (1992 – 1993); Incrociatore Vittorio Veneto (1997-1999);
- Comandante delle Forze aeree della Marina e capo VI reparto aeromobili dello stato maggiore della Marina (1999-2005);
- Comandante delle Forze d'altura (2005-2007) e Comandante della Forza Marittima di Reazione Rapida della NATO (2006-2007);
- Comandante dell'Operazione Mimosa per l'immissione in Libano del contingente nazionale Leonte nella missione UNIFIL e successivamente dell'Interim Maritime Task Force sotto egida ONU, per il controllo delle acque territoriali libanesi, che ha ottenuto la rimozione del blocco navale israeliano e ha restituito al Libano la sovranità sulle proprie acque territoriali e la libertà di navigazione (28 agosto-19 ottobre 2006);
- Capo di stato maggiore del comando operativo di vertice interforze della Difesa (2007-2009);
- Capo di stato maggiore del comando in capo della Squadra navale (2009-2011);
- Ispettore delle Scuole della Marina Militare (maggio 2011-febbraio 2012);
- Comandante in capo della Squadra Navale (febbraio 2012-gennaio 2013).

È stato nominato capo di stato maggiore della Marina dal governo Monti il 6 dicembre 2012 in sostituzione dell'ammiraglio Luigi Binelli Mantelli promosso Capo di stato maggiore della difesa; è entrato in carica il 28 gennaio 2013.
È rimasto in carica fino al 22 giugno 2016 quando è sostituito dall'ammiraglio Valter Girardelli, nominato il 29 aprile precedente.

### La collaborazione conSea Shepherd
Nel 2017 si è imbarcato sulla Bob Barker della flotta di Sea Shepherd Conservation Society, l'organizzazione internazionale no-profit che dal 1977 si batte per salvaguardare l'ambiente e gli animali del mare. Con Sea Shepard De Giorgi ha partecipato all'Operation Albacore, per fermare la pesca di frodo lungo le coste dell'Africa Centro-Orientale.

## Controversie giudiziarie
De Giorgi è stato rinviato a giudizio nel dicembre 2015, insieme ad altri due ammiragli, per l'incidente del 29 maggio 2012 avvenuto sulla nave scuola Amerigo Vespucci in cui morì il sottocapo di 3ª classe nocchiere Alessandro Nasta, precipitato per 15 metri dall'albero di maestra.
Nel 2016 è stato indagato dalla procura di Potenza per concorso in abuso d'ufficio, nel filone siciliano dell'inchiesta sul petrolio lucano. Secondo l'accusa De Giorgi avrebbe trasferito l'ammiraglio Camerini da Augusta a La Spezia per favorire l'imprenditore Gianluca Gemelli, compagno dell'allora ministro Federica Guidi. L'inchiesta è stata trasferita da Potenza a Roma, dove è stata archiviata a seguito di richiesta del gennaio 2017.

## Onorificenze

### Onorificenze straniere
- "Militare dell'anno", premio conferitgli il 20 marzo 2007 presso lo Smithsonian National Air and Space Museum di Washington D.C. nel corso della cerimonia dei "Laureate Awards"